# دستور زایشی
دستور زایشی یا دستور زبان زایشی یکی از رویکردهای بررسی نحو زبان است که توسط نوام چامسکی تبیین شده‌ است. تدوین این دستور با نگارش کتاب ساخت‌های نحوی (۱۹۵۷) توسط چامسکی آغاز شد.

## دستور
بین سال‌های ۱۹۲۳ و ۱۹۵۷، هدف زبان‌شناسی «تکمیل روندهای کشف» بود؛ یعنی یافتن مجموعه‌ای از اصول که زبان‌شناس را قادر کند تا دستور زبانی را از توده‌ای اطلاعات که به کمک سخن‌گوی اهل زبان گفته شده، کشف و استخراج کند و دستور باید علمی باشد و صرفاً براساس الگوهایی باشد که فقط در زبان وجود دارند و هیچ رجوعی به معنا نداشته باشند. به این طریق می‌توان به توصیفی عینی و کامل از زبان دست یافت. چامسکی با اعتقاد به این‌که این هدف آرمان‌گرایانه و محدود است، نقدهایی را بر آن وارد می‌کند. آرمان‌گرایانه به این دلیل که امکان ندارد بتوانیم قواعدی خدشه‌ناپذیر برای استخراج یک دستور کامل از توده‌ای اطلاعات وضع کنیم. محدودیت این دستورها به این دلیل است که از قدرت پیش‌گویی برخوردار نبودند؛ رخدادها را دسته‌بندی می‌کردند و محتمل الوقوع ها را پیشگویی نمی‌کردند. چامسکی معتقد بود دستور باید به‌عنوان نظریه یا فرضیه‌ای باشد که چگونگی کارکرد زبان را بیان کند. اگر دستور به‌صورت صحیح تدوین شود، به دستگاهی تبدیل می‌شود که تمام توالی‌های دستوری را تولید می‌کند و هیچ رشتهٔ غیردستوری را پدید نمی‌آورَد. وظیفه زبان‌شناس این است که دستورها را فرمول‌بندی کند تا از این طریق ابزاری برای ارزشیابی دستور فراهم شود و در موقعیتی که زبان‌شناس با دو دستور روبه‌رو شد، خود بتواند نوع بهتر را انتخاب کند.